# Horacio Ballester
Horacio Ballester, (1927 - 24 de octubre de 2015) fue un coronel retirado del Ejército Argentino que apoyó al peronismo y que participó activamente en la denuncia de los crímenes de la dictadura autodenominado Proceso de Reorganización Nacional.

## Biografía
Ballester se incorporó al Ejército como infante en 1943 y se hizo peronista en 1950, cuando conoció en persona a Perón. En 1966 participó del golpe contra el presidente constitucional Arturo Illia, algo de lo que se arrepentiría. En 1972 participó de la frustrada sublevación militar contra el dictador Alejandro Lanusse. En ese año se entrevistó con Perón para llevarle un proyecto militar, participando activamente de la organización del ejército al retorno de Perón a la Argentina.
Fue un duro crítico de la guerra de Malvinas, siempre adjudicó el final de la dictadura “a la resistencia de la población después de tantos años de desapariciones, secuestros y ahogo económico”.
Tras la restauración democrática, Ballester junto con Augusto Rattenbach y coroneles retirados como José Luis García, Carlos Gazcón, Gustavo Cáceres y Juan Jaime Cesio se agruparon para dar nacimiento al Centro de Militares para la Democracia Argentina, para agrupar a los militares contrarios a la dictadura.
Declaró contra los dictadores, explicó como perito detalles de la organización castrense y sobre la doctrina de seguridad nacional que derivó en la aplicación sistemática del terror. En los últimos años declaró como testigo a pedido de querellantes y de fiscales en los juicios por las masacres de Trelew y de Margarita Belén, por los delitos de lesa humanidad en la ESMA y en Campo de Mayo y por el plan sistemático de robo de niños, entre otros.